# Geschichte Mailands
Dieser Artikel behandelt die Geschichte Mailands von der Antike bis zur Gegenwart.

## Antike

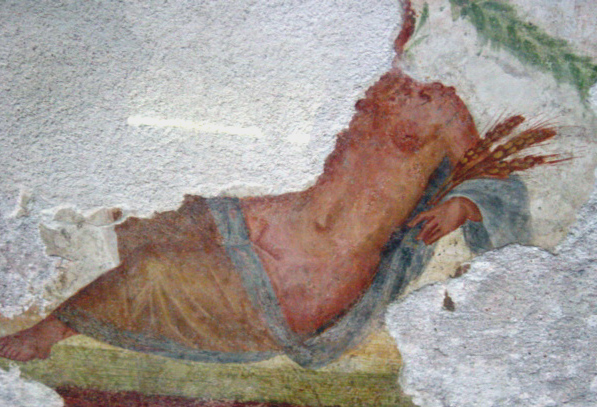
Römisches Fresko der Göttin Ceres, Museo Archeologico Mailand

Die Geschichte Mailands geht bis in die Antike zurück. Das antike Mediolanum war die wichtigste Stadt in Gallia Transpadana. Livius schreibt ihre Gründung den Insubrern unter Bellovesus nach ihrer Niederlage gegen die Etrusker zur Zeit von Lucius Tarquinius Priscus zu. Der Name der Stadt ist keltischen Ursprungs. Die Römer besiegten die Insubrier 225–222 v. Chr. und stürmten Mediolanum selbst im folgenden Jahr. Seine Einwohner rebellierten rund 20 Jahre später während des Zweiten Punischen Kriegs, wurden aber besiegt und schließlich 196 v. Chr. vollständig unterworfen.
Sie erwarben 89 v. Chr. das latinische Bürgerrecht und 49 v. Chr. vollständige Bürgerrechte, so wie auch die Einwohner der anderen Städte in Gallia Transpadana. Später (aber nicht vor dem 2. Jahrhundert) scheint Mailand eine Colonia geworden zu sein. Zu Strabons Zeiten kam es Verona an Bedeutung gleich, war aber kleiner als Patavium. Erst allmählich wuchs ihre Bedeutung.
Gegen Ende des 3. Jahrhunderts wurde Mediolanum Sitz des Statthalters von Aemilia und Liguria (das zu der Zeit auch Gallia Transpadana umfasste), ab Ende des 4. Jahrhunderts nur der des Statthalters von Liguria, während Aemilia einen eigenen Statthalter bekam. Seit Diokletians Zeit hatten auch der Praefectus praetorio und der Reichsvikar hier ihren Sitz. Mit den Diokletianischen Reichsreformen (286 n. Chr.) wurde Mailand eine der kaiserlichen Residenzstädte des römischen Weltreichs.
Während des 4. Jahrhunderts residierten die Kaiser des Westreiches auch in Mediolanum, bis Honorius Ravenna bevorzugte und 402 mit seinem Hof dorthin umzog. Prokopios von Caesarea nennt die Stadt als nach Rom die wichtigste des Westens und berichtet, dass bei der Einnahme durch die Goten im Jahr 539 die Stadt dem Erdboden gleichgemacht, 300.000 waffenfähige Männer getötet und die Frauen versklavt worden seien. Sie war ein wichtiger Verkehrsknotenpunkt, mit Straßen (entsprechend den heutigen Eisenbahnlinien) nach Comum, an den Lacus Verbanus, nach Novaria und Vercellae, nach Ticinum, nach Laus Pompeia und weiter nach Placentia und Cremona sowie nach Bergomum.
Der weltlichen Macht entsprach die unabhängige Stellung, die die Kirche Mailands zur Zeit von Ambrosius – Bischof von Mailand 374–397 – einnahm, der hier 387 Augustinus taufte. Die Macht des Bischofs zeigte sich etwa in dem Bußakt, den er Theodosius I. für das Massaker an den Einwohnern Thessalonikis leisten ließ.

## Völkerwanderungszeit
Nach dem Tod Theodosius I. begann die Zeit der Völkerwanderung (siehe Spätantike). Mailand bekam die Angriffe der Hunnen unter Attila (452), der Heruler unter Odoaker (476) und der Ostgoten (539) zu spüren. Als der oströmische General Belisar von Kaiser Justinian geschickt wurde, um Italien wiederzuerobern, verbündete sich der Mailänder Erzbischof Datius mit ihm, und die Goten wurden aus der Stadt vertrieben. Aber Uraias, Neffe des Gotenkönigs Witichis, nahm die Stadt wieder ein. Uraias zerstörte Mailand 539 vollständig, so dass die Stadt, einst ein Zentrum der römischen Zivilisation, heute kaum noch Überreste der Antike aufweist.
Der oströmische General Narses hatte bei seinen Feldzügen gegen die Goten (angeblich) die Langobarden um Hilfe gebeten. Sie kamen jedenfalls im Jahr 568 unter ihrem König Alboin und beherrschten bald weite Teile Norditaliens. Sie marschierten im nächsten Jahr in Mailand ein, machten aber Pavia zu ihrer Hauptstadt. Sie gaben der zentralen Region in Oberitalien ihren Namen: die Lombardei.

## Entwicklung zur Comune

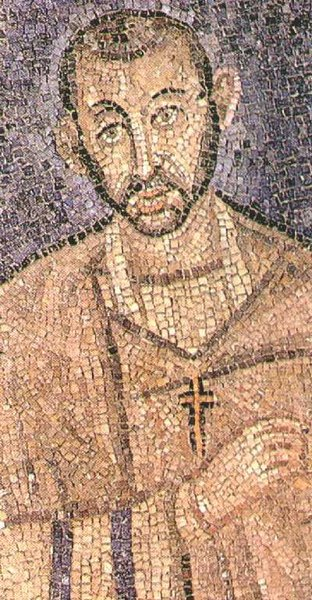
Ambrosius von Mailand

Nach der Gründung der langobardischen Hauptstadt in Pavia blieb Mailand das Zentrum der italienischen Opposition gegen die Fremdherrschaft. Die Langobarden waren Arianer, und die Erzbischöfe Mailands waren von den Tagen Ambrosius’ an immer orthodox gewesen. Mit ihrer Oppositionshaltung erlangten die Bischöfe großen Einfluss im Volk und konnten sich allmählich zusätzlich zu ihrer geistlichen Autorität militärische, exekutive und richterliche Macht aneignen. Diese Macht übten sie über ihre Delegaten aus, die visconti genannt wurden.
Als das langobardische Königreich 774 nach dem Hilferuf des Papstes unter Karl dem Großen, dem Frankenkönig, fiel, wurden die Erzbischöfe von Mailand noch weiter durch die enge Allianz zwischen Karl und der Kirche gestärkt, die ihnen eine Art Bestätigung ihrer vorübergehenden Autorität gab, und auch durch Karls Politik, die großen langobardischen Lehen und Herzogtümer zu unterteilen, die er durch kleinere Bezirke ersetzte. Unter der verwirrten Regierung von Karls unmittelbaren Nachfolgern war der Erzbischof die einzige wirkliche Macht in Mailand. Aber es gab zwei Arten von Schwierigkeiten in der Situation, kirchliche und politische; und ihre Existenz hatte deutliche Auswirkungen auf die Entwicklung des Volkes und das Wachstum der Kommune, welches die nächste Stufe in der Entwicklung Mailands war.
Karl der Große empfing ob seines Engagements vom Papst die Kaiserkrone im Jahre 800. Sein Sohn Pippin übernahm die Herrschaft im neuen Regnum Italiae.
Auf der einen Seite musste der Erzbischof gegen die Häretiker oder gegen fanatische Reformer kämpfen, die innerhalb des Volkes eine Anhängerschaft fanden; auf der anderen Seite wollten Kaiser, Adlige und das Volk ihn auf ihrer Seite wissen, denn er war die einzige Macht in der Stadt. Zu welcher Partei er auch gehörte, die zwei anderen opponierten immer gegen ihn. Aus diesen Gründen passierte es manchmal, dass es zwei Erzbischöfe und daher keine zentrale Gewalt gab, oder gar keinen Erzbischof, oder auch einen Erzbischof im Exil. Das Hauptresultat dieser Schwierigkeiten war, dass sich ein Unabhängigkeitsstreben und die Fähigkeit, für sich selbst zu urteilen und zu handeln, im Volk von Mailand entwickelte.
Der Terror der Ungarneinfälle 899 half den Mailändern weiter auf ihrem Weg zur Freiheit, denn er zwang sie, Waffen zu ergreifen und die Stadt zu befestigen, so dass Mailand mehr denn je unabhängig von Feudalherren wurde, die in ihren Burgen auf dem Land lebten. Die Tyrannei dieser Adligen trieb die Bauern und kleineren Vasallen dazu, Schutz für ihr Leben und Eigentum sowie Gleichheit in der Besteuerung und Rechtsprechung zu suchen. Dies konnten sie nur innerhalb der Stadtmauern und unter der Herrschaft des Erzbischofs finden. Auf diese Weise wuchs Mailands Bevölkerung und lernte, sich selbst zu regieren. Seine Einwohner wurden erstmals „Milanesi“ unter der Fahne von Sant’Ambrogio; sie waren nicht mehr Untertanen eines fremden Eroberers, sondern ein individuelles Volk, mit einem Stadtleben und eigenen Interessen.

## Hochmittelalter

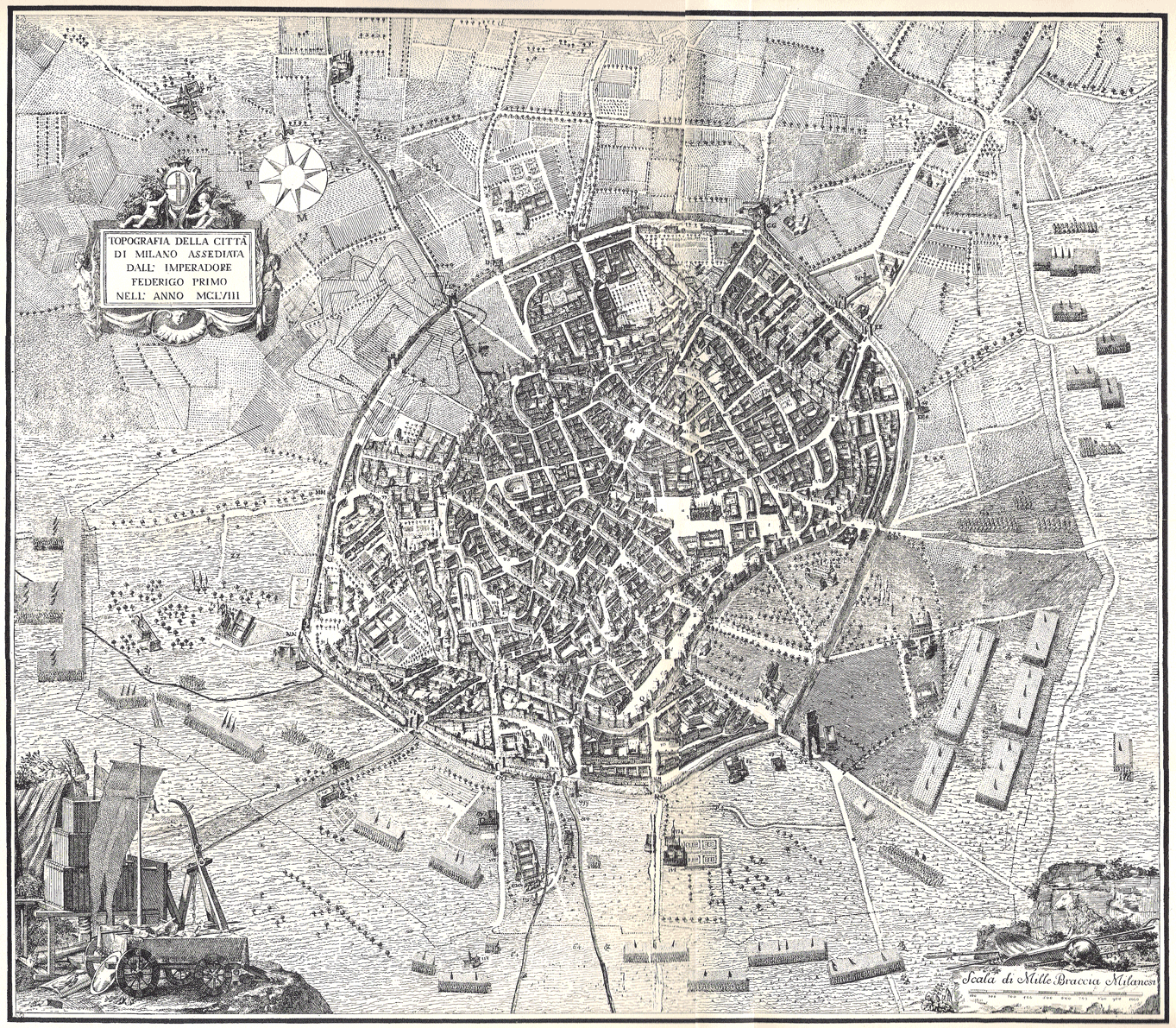
Mailand 1158

1157 wurde ein fast kreisförmiger Graben um die Stadt gebaut, der noch als innerer Kanal oder Naviglio erhalten ist. Doch 1162 nahm Friedrich Barbarossa die Stadt ein und zerstörte sie fast vollständig, wobei nur einige wenige Kirchen verschont blieben. Die Stadt mit ihren Mauern wurde jedoch fünf Jahre später von den verbündeten Städten Bergamo, Brescia, Mantua und Verona wieder aufgebaut.
Im ersten Lombardenbund (1167 bis 1208) nahm die Stadt die Führungsrolle ein. Nach dem Sieg des Bundes über Barbarossa in der Schlacht von Legnano im Jahr 1176 verfielen die lombardischen Städte zwar wieder in Uneinigkeit, aber Mailand begann wieder an materiellem Wohlstand zu gewinnen. Nach dem Frieden von Konstanz 1183 wurden die Stadtmauern erweitert und der Handel erblühte. In dieser Zeit begannen auch die Bewässerungsarbeiten, die die Landwirtschaft in der lombardischen Ebene wesentlich verbesserten.
Die Regierung der Stadt bestand a) aus einem Parlamento oder Consiglio grande, das nach und nach auf 2000, 1500 und schließlich 800 Mitglieder reduziert wurde, b) eine Credenza aus zwölf Mitgliedern, die vom Parlamento gewählt wurde und dringende oder geheime Angelegenheiten behandelte, c) die Konsuln, die als Exekutive für ein Jahr gewählt wurden und dem Parlamento am Ende ihrer Amtszeit berichten mussten.

## Torriani und Visconti
In einer erbitterten Rivalität zwischen Adel und Volk gewannen zwei Adelsfamilien als Protagonisten der streitenden Parteien an Bedeutung: die Torriani oder Della Torre aus dem Valsassina, und die Visconti, die ihren Namen aus dem Delegatenamt ableiteten, das sie unter den Erzbischöfen bekleidet hatten. Nach der Schlacht von Cortenuova 1237, in der Friedrich II. die guelfische Armee der Mailänder besiegte und ihren Carroccio einnahm, sammelte und rettete Pagano della Torre die überlebenden verstreuten Mailänder. Durch sein Verhalten populär geworden, wurde er in die Regierung berufen.
Seine Aufgabe beschränkte sich zunächst auf die Catasta, eine Besitzsteuer, die gleichermaßen von allen Bürgern erhoben wurde. Diese demokratische Maßnahme war charakteristisch für die Partei, der er angehörte, und machte sie beim Adel verhasst. Pagano starb 1241, und als Podestà folgte ihm 1256 sein Neffe Martino, der 1259 erstmals in der Geschichte Italiens den Titel eines Signore trug.
Die von den Visconti angeführten Adligen drohten, Ezzelino III. da Romano, den ghibellinischen Tyrannen von Padua in die Stadt zu bringen, wurden aber von Martino besiegt, wobei 900 von ihnen gefangen genommen wurden. Auf Martino folgten als Herren über Mailand zwei weitere Torriani, sein Bruder Filippo (1263–1265) und sein Cousin Napoleone (1265–1277). Napoleone erhielt von Rudolf von Habsburg den Titel Reichsvikar. Aber der Adel unter den Visconti hatte stetig an Macht gewonnen, und Napoleone wurde bei Desio 1277 geschlagen. Er beendete sein Leben in einem Holzkäfig im Castel Baradello über Como.

## Herrschaft der Visconti

Flagge von Herzog Gian Galeazzo Visconti, ab 1395

Ottone Visconti, Erzbischof von Mailand (ab 1262), der Sieger von Desio, wurde Herr über Mailand und begründete das Haus Visconti, das die Stadt – außer im Zeitraum 1302 bis 1310, in der Guido della Torre dort herrschte – bis 1447 regierte. Ottone (1277–1295), Matteo (1310–1322), Galeazzo (1322–1328), Azzo (1328–1339), Luchino (1339–1349) und Giovanni (1349–1354) folgten aufeinander. Giovanni gab die Herrschaft an drei Neffen weiter: Matteo, Galeazzo und Bernabò. Matteo wurde 1355 von seinen Brüdern getötet, die das Milanese untereinander aufteilten, Bernabò regierte in Mailand (1354–1385), Galeazzo in Pavia (1354–1378).
Galeazzo hinterließ einen Sohn, Gian Galeazzo Visconti, der Alleinherrscher wurde, indem er seinen Onkel Bernabò einkerkerte. Unter ihm wurde der Bau des Mailänder Doms und der Certosa di Pavia begonnen. Als erster erhielt er 1395 vom römisch-deutschen König Wenzel den Titel eines Herzogs von Mailand. Ihm folgten seine Söhne Giovanni Maria, der in Mailand regierte (1402–1412), und Filippo Maria, der in Pavia regierte (1402–1447). Als sein Bruder 1412 starb, vereinigte Filippo Maria das gesamte Herzogtum unter seiner Regierung und versuchte das Territorium zu erweitern, womit er aber scheiterte.

## Herrschaft der Sforza

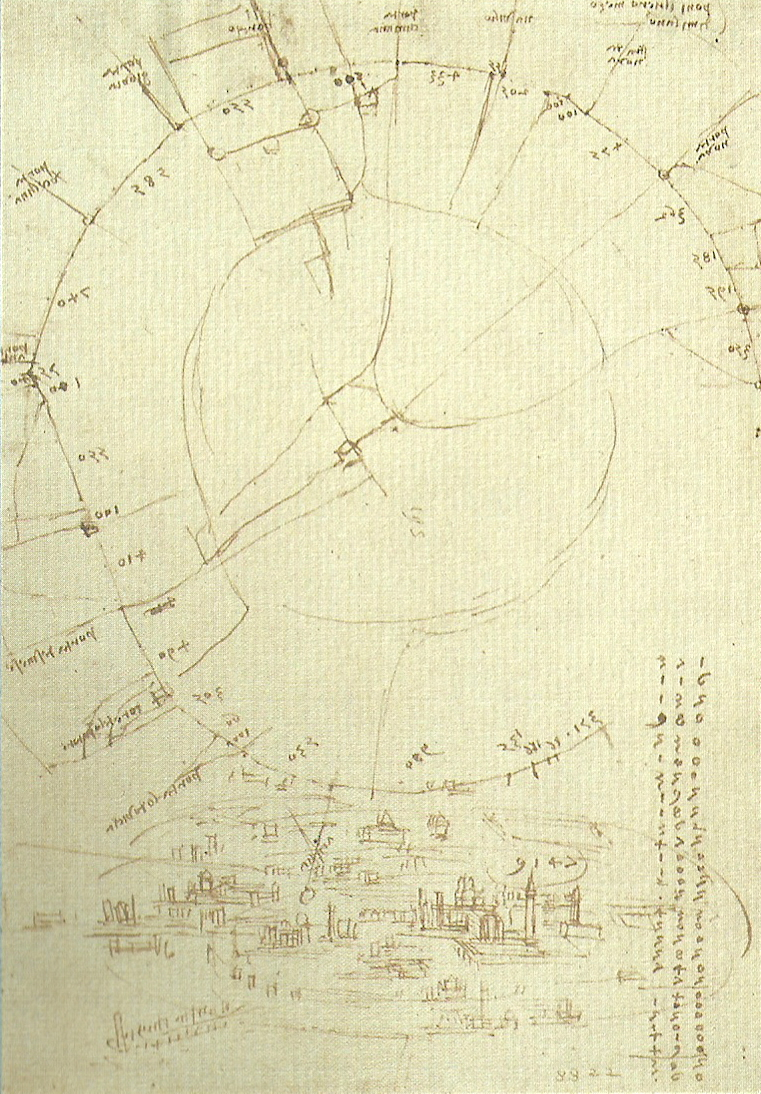
Karte und Ansicht Mailands um 1500 (Leonardo da Vinci, Codex Atlanticus, Biblioteca Ambrosiana, Mailand)

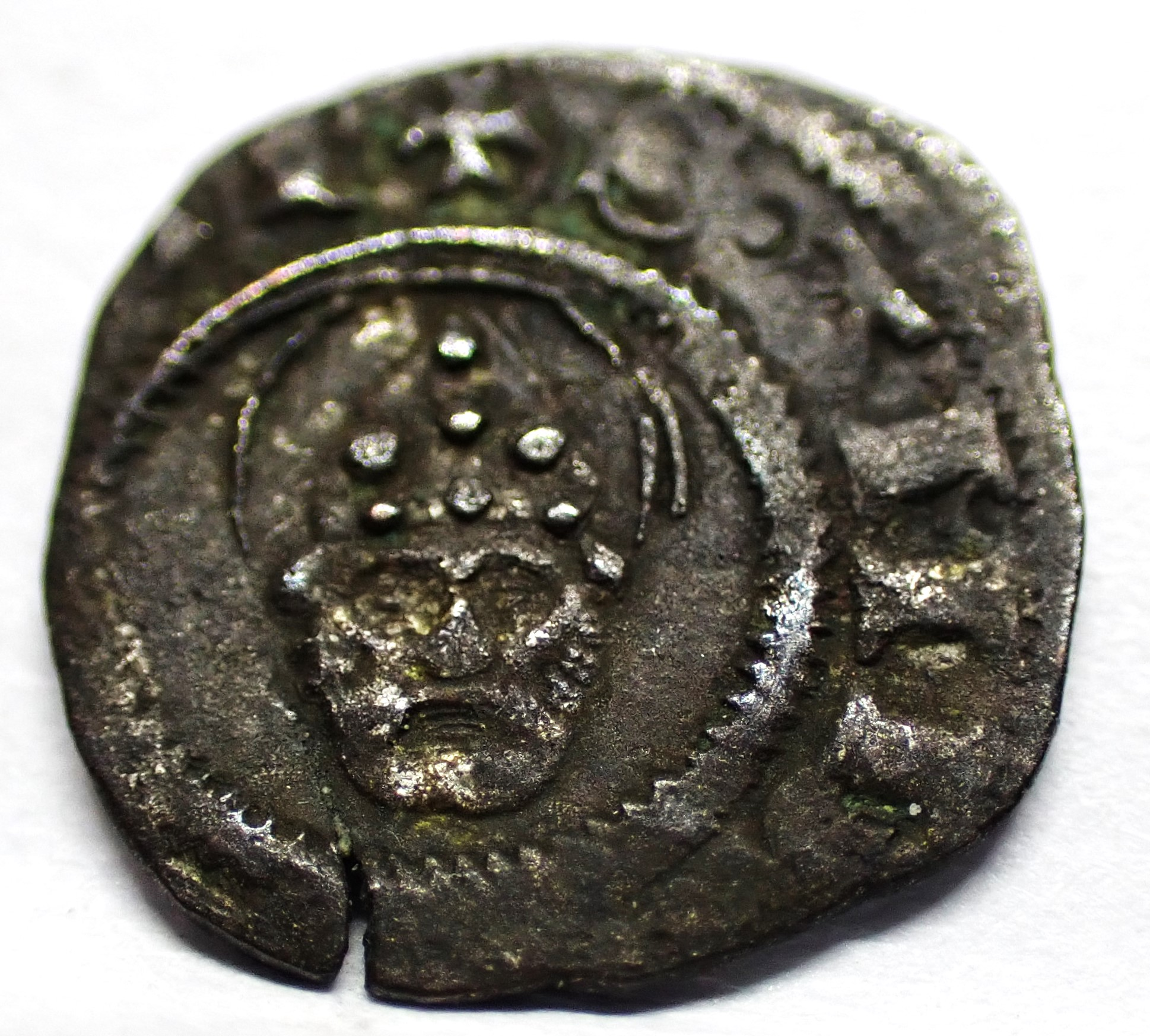
Heiliger Ambrosius auf Billondenar (1447–50), Mailand

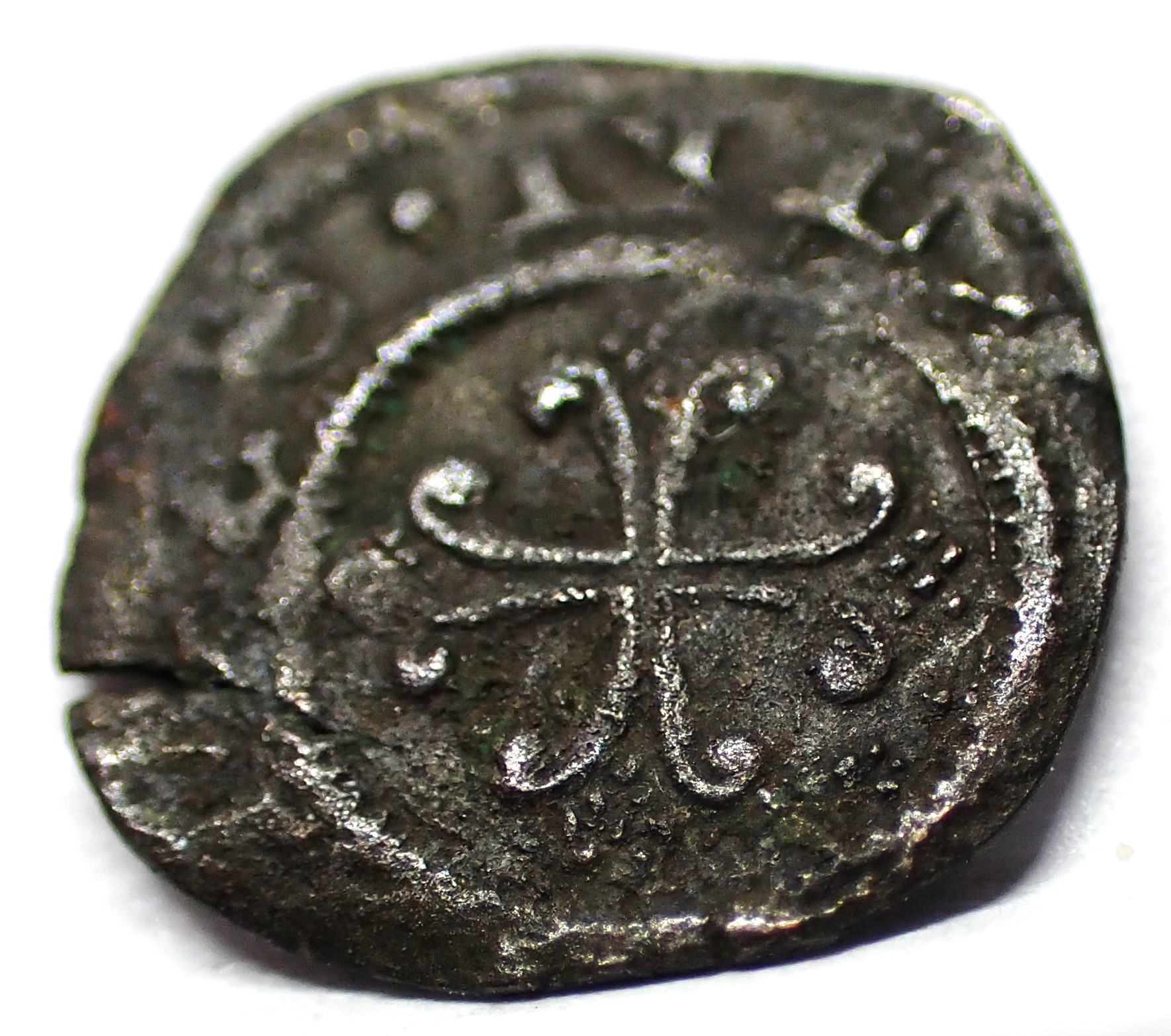
Revers des Billondenars (1447–50), Mailand

Nach Filippo hatte das Haus Visconti keinen männlichen Nachkommen mehr. Nach seinem Tod wurde die Ambrosianische Republik proklamiert, die sich von 1447 bis 1450 Jahre hielt. Sie prägte Münzen mit dem heiligen Ambrosius, der im 4. Jahrhundert Bischof Mailands war. 1450 beanspruchte der Condottiere Francesco I. Sforza, der Filippos einzige Tochter Bianca Maria Visconti geheiratet hatte, die Herrschaft und errang sie auf militärischem Wege. Unter ihm wurde das Castello wiederaufgebaut und der Bau des Martesana-Kanals, der Mailand mit der Adda verbindet, sowie des Hospitals durchgeführt.
Auf Francesco folgten fünf weitere Mitglieder aus dem Haus Sforza. Sein Sohn Galeazzo Maria (1466–1476) hinterließ einen minderjährigen Sohn, Gian Galeazzo, dessen Vormund und Onkel Ludovico (il Moro) das Herzogtum usurpierte (1479–1500). Ludovico wurde 1500 von Ludwig XII. von Frankreich gefangen genommen, und Mailand blieb für zwölf Jahre unter französischer Besetzung. In einer teilweisen Einigung nach der Schlacht bei Ravenna (1512) wurde Ludovicos Sohn Massimiliano Sforza, ein Protegé des Kaisers Maximilians, auf den Thron erhoben und verteidigte ihn mit Hilfe der Schweizer bis 1515, als Franz I. von Frankreich das Milanese in der Schlacht bei Marignano erneut eroberte, woraufhin Massimiliano gegen eine Pensionszahlung durch Frankreich die Herrschaft abgab.

## Spanische Herrschaft

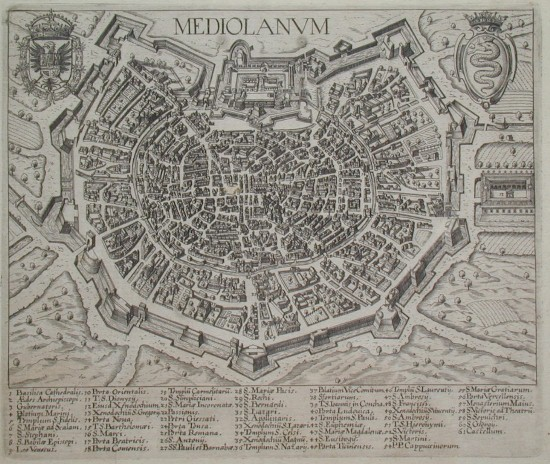
Mailand 1621

Als Karl V. dem Kaiser Maximilian folgte, bestritt er gegenüber Franz den Besitz des Milanese. 1522 marschierten die Kaisertruppen in Mailand ein und proklamierten Francesco II. Sforza (Ludovicos Sohn) als Herzog. Mit Francescos Tod 1535 starb das Haus Sforza aus. Von nun an bis zum Spanischen Erbfolgekrieg (1714) war Mailand von Spanien abhängig. Unter dem Gouverneur Ferrante I. Gonzaga wurden die Stadtmauern von Mailand im Sinne der damals modernen Kriegstechnik als Bastionsbefestigungen ausgebaut.

## Österreichische Herrschaft und Unabhängigkeitsbewegung

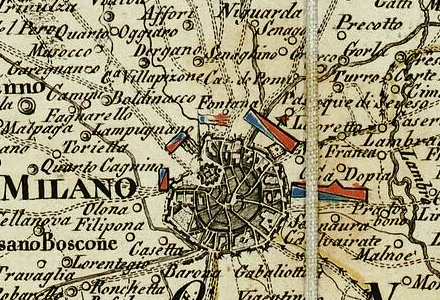
Mailand in einem Ausschnitt der Italien-Karte von L. A. Bacler d’Albe 1798

Nach dem Ende des Krieges ging Mailand auf das Kaisertum Österreich über und blieb, abgesehen von einer Unterbrechung nach Napoleons Italienfeldzug von 1796 bis zum Wiener Kongress 1815 in österreichischem Besitz (s. Königreich Lombardo-Venetien). 
In der napoleonischen Republik Italiens wurde Mailand 1802 zur Hauptstadt bestimmt. 1805 krönte sich Napoleon in Mailand zum König von Italien. 
Mailand spielte in der italienischen Unabhängigkeitsbewegung eine wichtige Rolle. Ende 1847 verbreitete sich in Mailand das Gerücht, Österreich habe hohe Einnahmen durch die Steuer auf Zigarren. Die meisten Mailänder hörten auf Zigarren zu rauchen. Am 2. Januar 1848 griffen viele Mailänder die wenigen öffentlich Zigarre Rauchenden – auch österreichische Besatzungssoldaten – an, pfiffen sie aus oder schrien sie an. Fünf Menschen starben und 26 wurden verwundet.

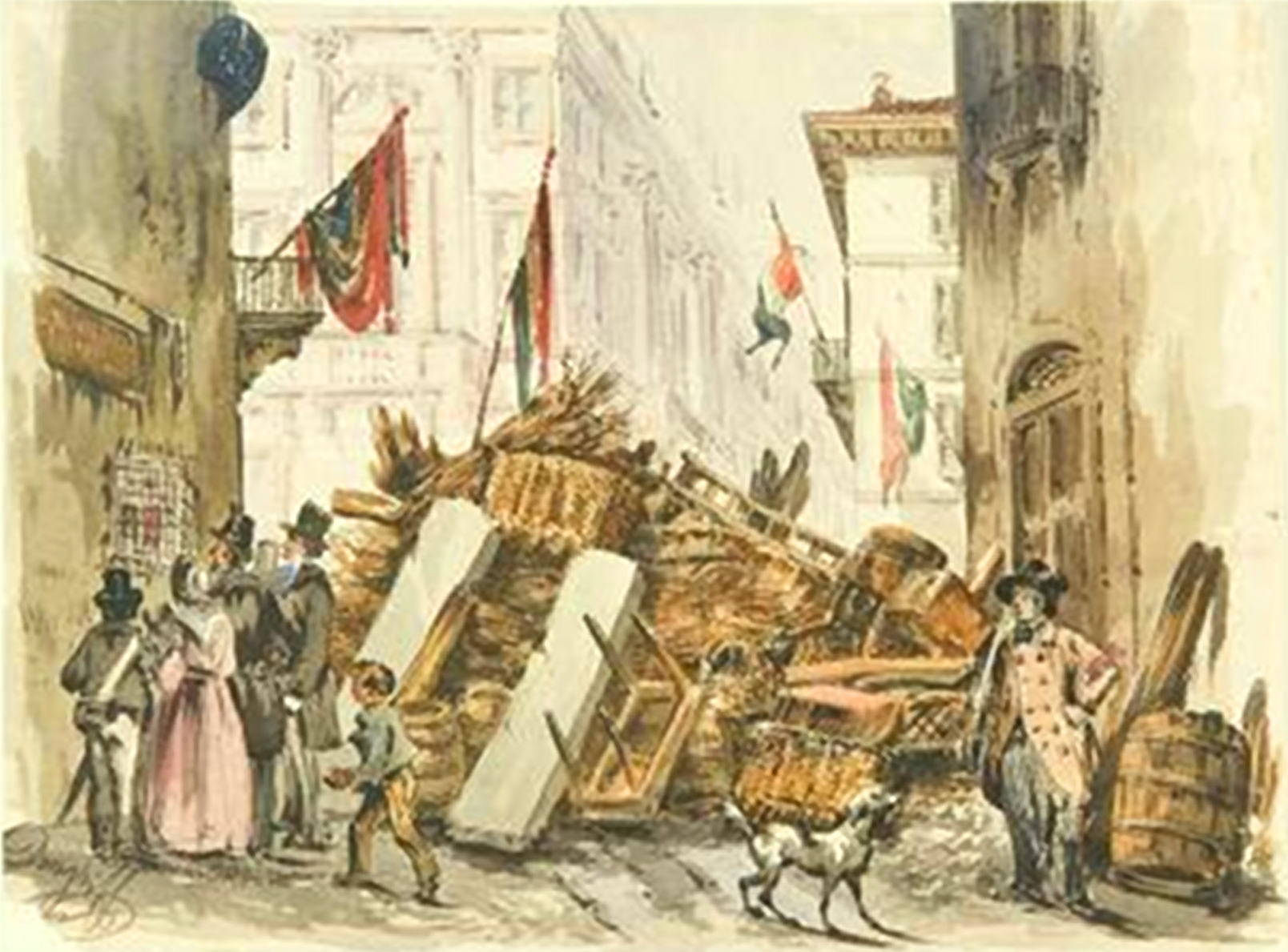
Barrikaden in Mailand(März 1848)

Die Cinque giornate di Milano (fünf Tage von Mailand: Aufstände vom 18. bis zum 22. März 1848) waren der Beginn der Revolution von 1848, in der die Österreicher vorübergehend vertrieben wurden und bildeten einen Auftakt zum Ersten Unabhängigkeitskrieg 1848/49. Durch die Feldzüge in der Lombardei 1859, insbesondere durch die Schlachten von Solferino und Magenta, wurde Mailand endgültig Teil des Königreichs Italien.
Persönlichkeiten wie die Gebrüder Verri, Carlo Cattaneo und Alessandro Manzoni prägten das kulturelle und politische Leben der Stadt, und gerade in den Räumen des Casa Manzoni, heute Museum und Studienzentrum, wird die Geschichte der Stadt des 19. Jahrhunderts anhand von Zimelien, Dokumenten und der Schriften unseres „Don Lisander“ erzählt.

## Vom Königreich Italien bis zur Gegenwart

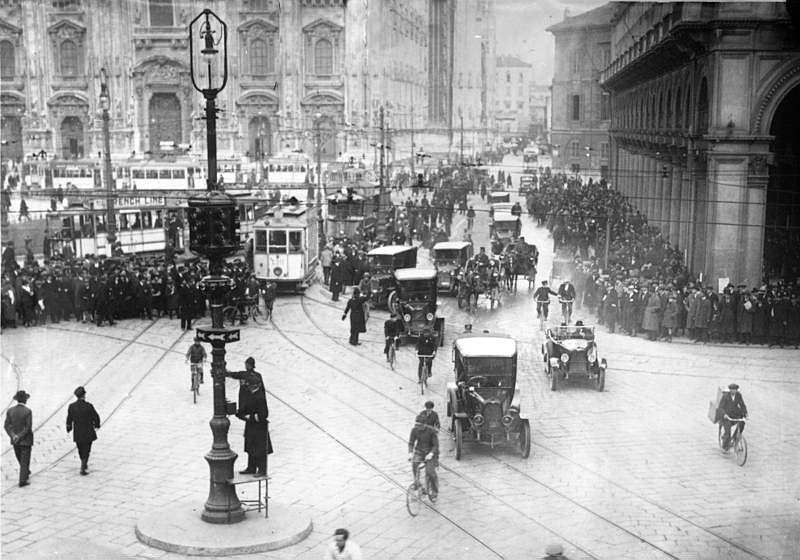
Verkehr auf der Piazza del Duomo
um 1900

Durch die Industrialisierung wuchs die Stadt durch Zuwanderer aus anderen Landesteilen, v. a. aus dem ländlichen Nordost- und Süditalien, stark an und entwickelte sich zu einer der frühen Hochburgen der Arbeiterbewegung. 
Vom 6. bis zum 10. Mai 1898 gab es in Mailand wegen gestiegener Weizenpreise einen Aufstand (italienisch Fatti di Maggio oder I moti di Milano del 1898). General Bava Beccaris befahl seinen Soldaten, auf unbewaffnete Demonstranten zu schießen. König Umberto I. verlieh dem General einen Orden für die Niederschlagung des Aufstandes und berief ihn in den Senat. 
Seit 1914 stellten die Sozialisten den Bürgermeister. Nach dem Ersten Weltkrieg gründete sich 1919 der faschistische Fascio di Combattimento (Squadristi) in Mailand. Im Oktober 1922 begann Benito Mussolini von Mailand aus seinen Marsch auf Rom, mit dem die faschistische Diktatur in Italien ihren Anfang nahm, unter dessen Herrschaft in Mailand u. a. 1931 der neue Bahnhof Milano Centrale eingeweiht wurde.
Im Zweiten Weltkrieg wurde Mailand ab Herbst 1942 zur Zielscheibe britischer und amerikanischer Bomber. Nach dem Sturz Mussolinis am 25. Juli 1943 kam es wie fast überall in Italien zu Jubeldemonstrationen sowie Zerstörungen von Symbolen des Faschismus. Am 27. und 28. Juli streikten in Mailand rund 300.000 Arbeiter. Zwischen Anfang und Mitte August erlitt Mailand erneut heftige Bombardierungen, am 13. August wurde dabei auch die Scala schwer beschädigt. Bereits am 9. August traten rund 15.000 Arbeiter in erneute Streiks ein, mit der klaren Forderung, den Krieg zu beenden. Nach den Bombardierungen des 8. bis 16. August zählte Mailand 300.000 Obdachlose und 250.000 Flüchtlinge.
Nach der Bekanntgabe des Waffenstillstands von Cassibile handelte der befehlshabende General Vittorio Ruggero am 9. und 10. September 1943 mit der Wehrmacht die kampflose Kapitulation der Stadt aus. Die Wehrmacht brach das Abkommen wenige Tage später und besetzte die Stadt. Nur in der Nähe des Hauptbahnhofs kam es am Nachmittag des 10. September zu kleinen Scharmützeln. Wenig später formierte sich in Mailand mit den kommunistischen Gruppi d’Azione Patriottica (GAP) der bewaffnete Widerstand gegen die deutsche Besatzung und den republikanischen Faschismus. Am 18. Dezember 1943 verübten die GAP ein tödliches Attentat auf den faschistischen Funktionär (commissario federale) Aldo Resega. Traurige Berühmtheit erlangte die versehentliche Bombardierung der Grundschule „Francesco Crispi“ im Stadtteil Gorla 1944 durch die die 451st Bombardment Group der US-Luftwaffe, bei der 186 Schüler und Lehrer starben. Aus dem Schutt der zerstörten Häuser wurde der Trümmerberg Monte Stella im Nordwesten des Stadtgebiets angelegt. Nach der Flucht und Hinrichtung Benito Mussolinis durch kommunistische Partisanen wurde sein Leichnam am 29. April 1945 auf der Piazzale Loreto öffentlich zur Schau gestellt. Seit dieser Zeit ist Mailand bekannt dafür, Erscheinungen vorwegzunehmen, die einige Jahre später auch in anderen Landesteilen auftreten. Gaetano Salvemini prägte dafür die Worte: «Quello che oggi pensa Milano, domani lo penserà l’Italia.» („Das, was heute Mailand denkt, wird morgen Italien denken.“).
In der Nachkriegszeit erlebte Mailand wie das übrige Italien und Westeuropa einen langen Wirtschaftsaufschwung, das miracolo economico („Wirtschaftswunder“). 
Getreu seinem Ruf, politische Spannungen besonders früh und besonders heftig zu erleben, war Mailand auch während der Zeit der 68er-Bewegung und der politisch unruhigen 1970er Jahre Zentrum der Auseinandersetzungen zwischen revoltierenden Studenten und der Staatsmacht bzw. zwischen den opposti estremismi, d. h. kommunistischen und faschistischen Jugendgruppen. Am 12. Dezember 1969 verübten Rechtsterroristen den Bombenanschlag auf der Piazza Fontana, einen Bombenanschlag in der Banca Nazionale del Lavoro und zwei in Rom. 
In den 1980er Jahren galt Mailand als eine ruhige, bürgerliche und wirtschaftlich prosperierende Metropole. Dort begann auch der Aufstieg des Bau- und Medienunternehmers Silvio Berlusconi, der in den Jahren 1994 bis 2011 viermal italienischer Ministerpräsident war.
Im 20. Jahrhundert wuchs Mailand infolge der Industrialisierung sehr schnell. Vor allem in den 1950er und 1960er Jahren zogen viele Millionen Italiener, insbesondere aus Süditalien, nach Mailand oder die Region Mailand. 
Von 1971 bis 2001 ist die Einwohnerzahl der Stadt selbst vom bisherigen Höchstwert von offiziell ca. 1.732.000 Einwohnern bis auf 1.256.000 drastisch gesunken. Dieser Rückgang erklärt sich mit der Abwanderung der Einwohner ins direkte Umland, hauptsächlich wegen der hohen Immobilienpreise in der Stadt, aber auch mit den praktisch unverändert gebliebenen Stadtgrenzen trotz eines fast durchgängig fließenden Übergangs in die (etwa 50) wachsenden Vorstädte, die der Provinz, aber nicht der Stadt Mailand zugehören. 